# Distichocera thomsonella
Distichocera thomsonella là một loài bọ cánh cứng trong họ Cerambycidae.